# Superliga de Eslovaquia 1993-94
La Superliga de Eslovaquia 1993-94 fue la primera edición de la Superliga eslovaca de fútbol tras la disolución de la antigua Checoslovaquia.
Participaron 12 equipos, y el Slovan Bratislava ganó el campeonato. Los clubes jugaron entre sí un total de 22 partidos, contra cada club, jugaban un partido de local y otro de visitante, después de lo cual los 6 mejores clubes formaron un grupo de campeonato y los restantes 6 un grupo de descenso, jugando 10 partidos más por club. El goleador fue Pavol Diňa, del DAC Dunajská Streda.

## Equipos participantes
| Equipo                | Ciudad          | Procedencia                                             |
| --------------------- | --------------- | ------------------------------------------------------- |
| 1. FC Košice          | Košice          | Liga Nacional de Eslovaquia (2 nivel de Checoslovaquía) |
| Baník Prievidza       | Prievidza       | Liga Nacional de Eslovaquia (2 nivel de Checoslovaquía) |
| Chemlon Humenné       | Humenné         | Liga Nacional de Eslovaquia (2 nivel de Checoslovaquía) |
| DAC Dunajská Streda   | Dunajská Streda | Primera División de Checoslovaquia                      |
| Dukla Banská Bystrica | Banská Bystrica | Liga Nacional de Eslovaquia                             |
| Inter Bratislava      | Bratislava      | Primera División de Checoslovaquia                      |
| Lokomotiva Košice     | Košice          | Liga Nacional de Eslovaquia                             |
| Nitra                 | Nitra           | Primera División de Checoslovaquia                      |
| Slovan Bratislava     | Bratislava      | Primera División de Checoslovaquia                      |
| Spartak Trnava        | Trnava          | Primera División de Checoslovaquia                      |
| Tatran Prešov         | Prešov          | Primera División de Checoslovaquia                      |
| Žilina                | Žilina          | Liga Nacional de Eslovaquia                             |

## Temporada regular
| Pos. | Equipo                | Pts. | PJ | G  | E | P  | GF | GC | Dif. | Clasificación            |
| ---- | --------------------- | ---- | -- | -- | - | -- | -- | -- | ---- | ------------------------ |
| 1    | Slovan Bratislava     | 37   | 22 | 17 | 3 | 2  | 45 | 15 | +30  | Ronda por el campeonato  |
| 2    | Inter Bratislava      | 30   | 22 | 14 | 2 | 6  | 49 | 28 | +21  | Ronda por el campeonato  |
| 3    | DAC Dunajská Streda   | 26   | 22 | 11 | 4 | 7  | 38 | 26 | +12  | Ronda por el campeonato  |
| 4    | Žilina                | 24   | 22 | 9  | 6 | 7  | 32 | 22 | +10  | Ronda por el campeonato  |
| 5    | 1. Košice             | 22   | 22 | 7  | 8 | 7  | 25 | 31 | −6   | Ronda por el campeonato  |
| 6    | Tatran Prešov         | 21   | 22 | 6  | 9 | 7  | 24 | 28 | −4   | Ronda por el campeonato  |
| 7    | Dukla Banská Bystrica | 21   | 22 | 8  | 5 | 9  | 23 | 29 | −6   | Ronda por la permanencia |
| 8    | Spartak Trnava        | 18   | 22 | 5  | 8 | 9  | 19 | 26 | −7   | Ronda por la permanencia |
| 9    | Chemlon Humenné       | 17   | 22 | 5  | 7 | 10 | 22 | 34 | −12  | Ronda por la permanencia |
| 10   | Lokomotiva Košice     | 17   | 22 | 4  | 9 | 9  | 21 | 40 | −19  | Ronda por la permanencia |
| 11   | Nitra                 | 16   | 22 | 7  | 2 | 13 | 24 | 30 | −6   | Ronda por la permanencia |
| 12   | Baník Prievidza       | 15   | 22 | 5  | 5 | 12 | 21 | 34 | −13  | Ronda por la permanencia |

 Fuente: Claudionicoletti.eu

## Grupo de campeonato
| Pos. | Equipo                | Pts. | PJ | G  | E  | P  | GF | GC | Dif. | Clasificación                              |
| ---- | --------------------- | ---- | -- | -- | -- | -- | -- | -- | ---- | ------------------------------------------ |
| 1    | Slovan Bratislava (C) | 50   | 32 | 20 | 10 | 2  | 63 | 28 | +35  | Ronda Previa de la Copa de la UEFA 1994-95 |
| 2    | Inter Bratislava      | 44   | 32 | 18 | 4  | 10 | 65 | 45 | +20  | Ronda Previa de la Copa de la UEFA 1994-95 |
| 3    | DAC Dunajská Streda   | 36   | 32 | 13 | 10 | 9  | 62 | 47 | +15  |                                            |
| 4    | Tatran Prešov         | 34   | 32 | 10 | 14 | 8  | 47 | 43 | +4   | Ronda Previa Recopa de Europa 1994-95      |
| 5    | Žilina                | 33   | 32 | 11 | 11 | 10 | 50 | 42 | +8   |                                            |
| 6    | 1. Košice             | 27   | 32 | 8  | 11 | 13 | 35 | 54 | −19  |                                            |

 Fuente: Claudionicoletti.eu, RSSSF
Notas:
1. ↑  Tatran Prešov clasificó a la Ronda Previa de la Recopa de Europa 1994-95, tras ser subcampeón de la Copa de Eslovaquia 1993-94

## Grupo de descenso
| Pos. | Equipo                | Pts. | PJ | G  | E  | P  | GF | GC | Dif. | Clasificación                                 |
| ---- | --------------------- | ---- | -- | -- | -- | -- | -- | -- | ---- | --------------------------------------------- |
| 1    | Spartak Trnava        | 28   | 32 | 8  | 12 | 12 | 25 | 32 | −7   |                                               |
| 2    | Lokomotiva Košice     | 28   | 32 | 7  | 14 | 11 | 30 | 47 | −17  |                                               |
| 3    | Dukla Banská Bystrica | 27   | 32 | 9  | 9  | 14 | 31 | 43 | −12  |                                               |
| 4    | Chemlon Humenné       | 27   | 32 | 7  | 13 | 12 | 31 | 43 | −12  |                                               |
| 5    | Baník Prievidza       | 27   | 32 | 10 | 7  | 15 | 34 | 42 | −8   |                                               |
| 6    | Nitra                 | 27   | 32 | 12 | 3  | 17 | 39 | 46 | −7   | Descenso a Primera Liga de Eslovaquia 1994-95 |

 Fuente: Claudionicoletti.eu, RSSSF

## Goleadores
| Pos. | Jugador          | Club                | Goles |
| ---- | ---------------- | ------------------- | ----- |
| 1    | Pavol Diňa       | DAC Dunajská Streda | 19    |
| 2    | Martin Obšitník  | Inter Bratislava    | 14    |
| 2    | Mikuláš Radványi | DAC Dunajská Streda | 14    |
| 4    | Ľubomír Zuziak   | MŠK Žilina          | 13    |
| 4    | Ivan Šefčík      | MŠK Žilina          | 13    |